# منتخب بيرو لهوكي الحقل للرجال
منتخب بيرو لهوكي الحقل للرجال (بالإسبانية: Selección masculina de hockey sobre hierba de Perú)‏ هو ممثل بيرو الرسمي في المنافسات الدولية في هوكي الحقل
.